# ملعب الطلبة
ملعب الطلبة هو ملعب يستخدم لمباريات كرة القدم لنادي الطلبة العراقي يقع في بغداد في العراق ويتسع ل10050 متفرج.